# 廣州彭加木紀念中學
廣州彭加木紀念中學，原廣州市第六十三中學，是廣州市之一所中學。創辦於1958年，位於廣州市白雲區石井慶槎路521號。2010年為紀念彭加木改為現名。

## 榮譽
學校2004年被評為“廣州市綠色學校”，2010年被評為廣州市一級學校，2018年12月6日被評為廣州市示範性高中。